# ليندا نوسكوفا
ليندا نوسكوفا (مواليد 17 نوفمبر 2004) هي لاعبة تنس محترفة تشيكية، أعلى تصنيف لها في الفردي كان ال222 في مارس 2022.

## روابط خارجية
- ليندا نوسكوفا على موقع رابطة محترفات التنس (الإنجليزية)
- ليندا نوسكوفا على موقع الاتحاد الدولي لكرة المضرب (الإنجليزية)
- ليندا نوسكوفا على موقع كأس بيلي جين كينغ (الإنجليزية)
- ليندا نوسكوفا على موقع بطولة ويمبلدون (الإنجليزية)
- ليندا نوسكوفا على موقع خلاصة التنس.كوم (الإنجليزية)
- ليندا نوسكوفا على موقع اللجنة الأولمبية التشيكية (التشيكية)